# Copestylum otongaensis
Copestylum otongaensis är en tvåvingeart som beskrevs av Rotheray och Albany Hancock 2007. Copestylum otongaensis ingår i släktet Copestylum och familjen blomflugor.
Artens utbredningsområde är Ecuador. Inga underarter finns listade i Catalogue of Life.